# Плесова
Плесова — річка у Лозівському і Берестинському районах Харківської області, права притока Орільки (басейн Дніпра).

## Опис
Довжина річки 17  км., похил річки — 2,8 м/км. Площа басейну 109 км².
За течією річки загачені ставки: 1 на території села Новоєгорівки (Куберли), 4 — на території села Плисове
Деякі притоки за мапою Шуберта:
- Балка Жидова (нині — Ракова) — права
- Балка Дехтярка (нині — Куряча) — права
- Балка Солона — права притока балки Дехтярки.

## Розташування
Плесова бере початок в селі Новоєгорівка. Тече переважно на південний схід і в селі Веселе впадає у річку Орільку, ліву притоку Орілі.
Населені пункти вздовж берегової смуги: Плисове, Орільське.

## Ставки на річці Плисовій (за течією)

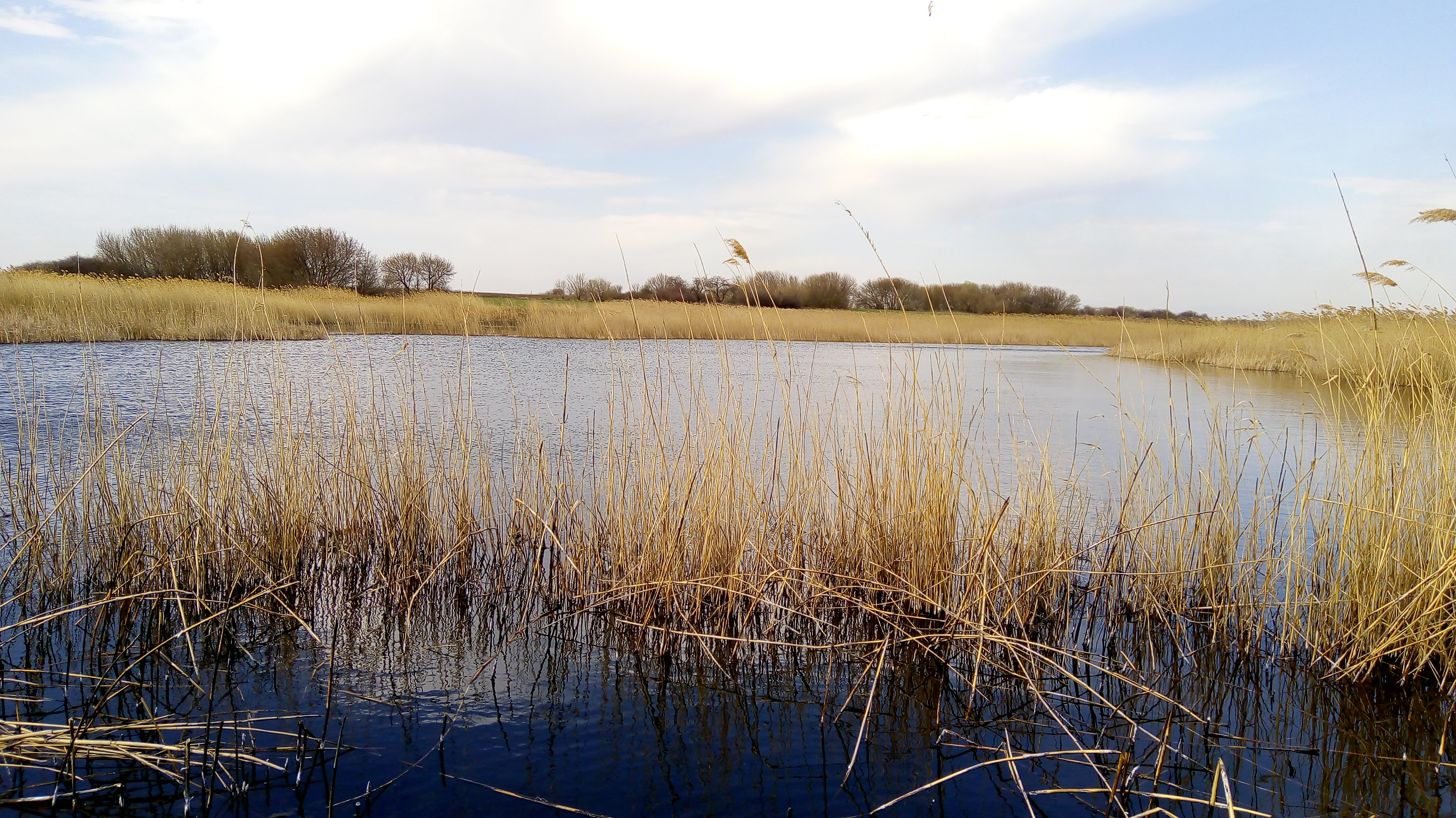
Ставок на річці Плисовій на території села Новоєгорівка (Куберла). Фото — березень 2020
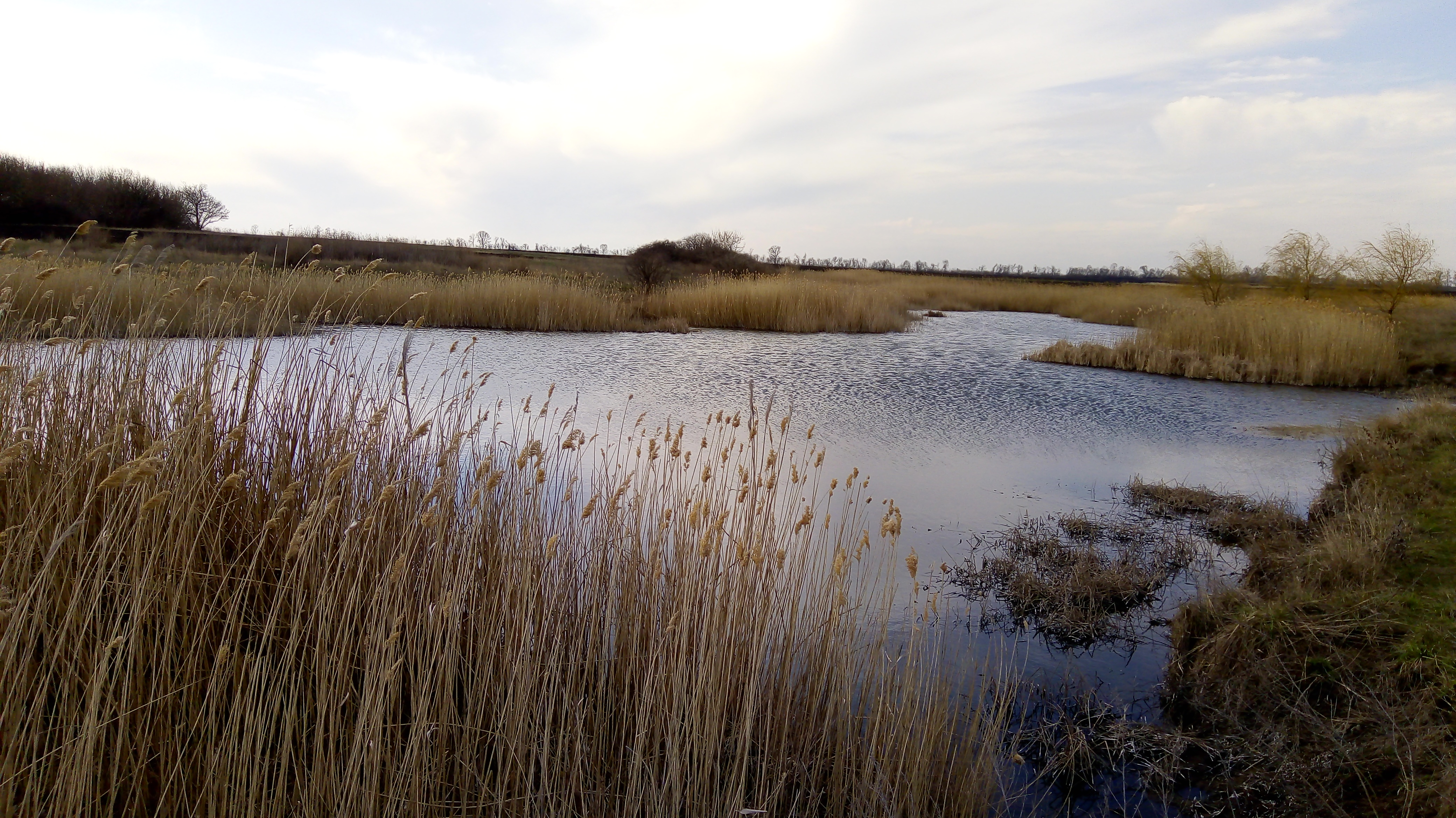
«Юхимихин» ставок на річці Плисовій на території села Плисове. Березень 2020 року
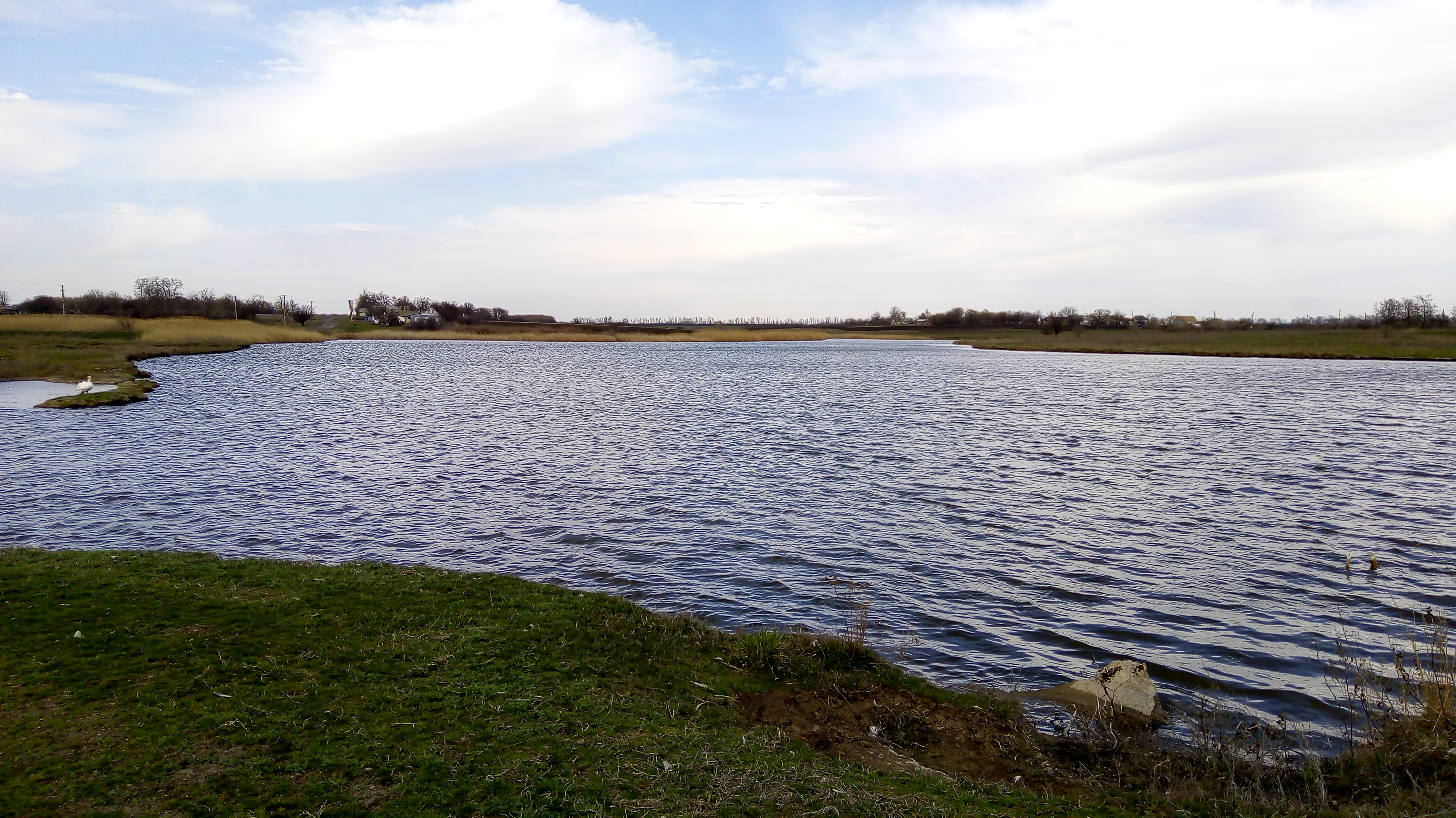
«Третій» ставок на річці Плисовій на території села Плисове. Березень 2020 року
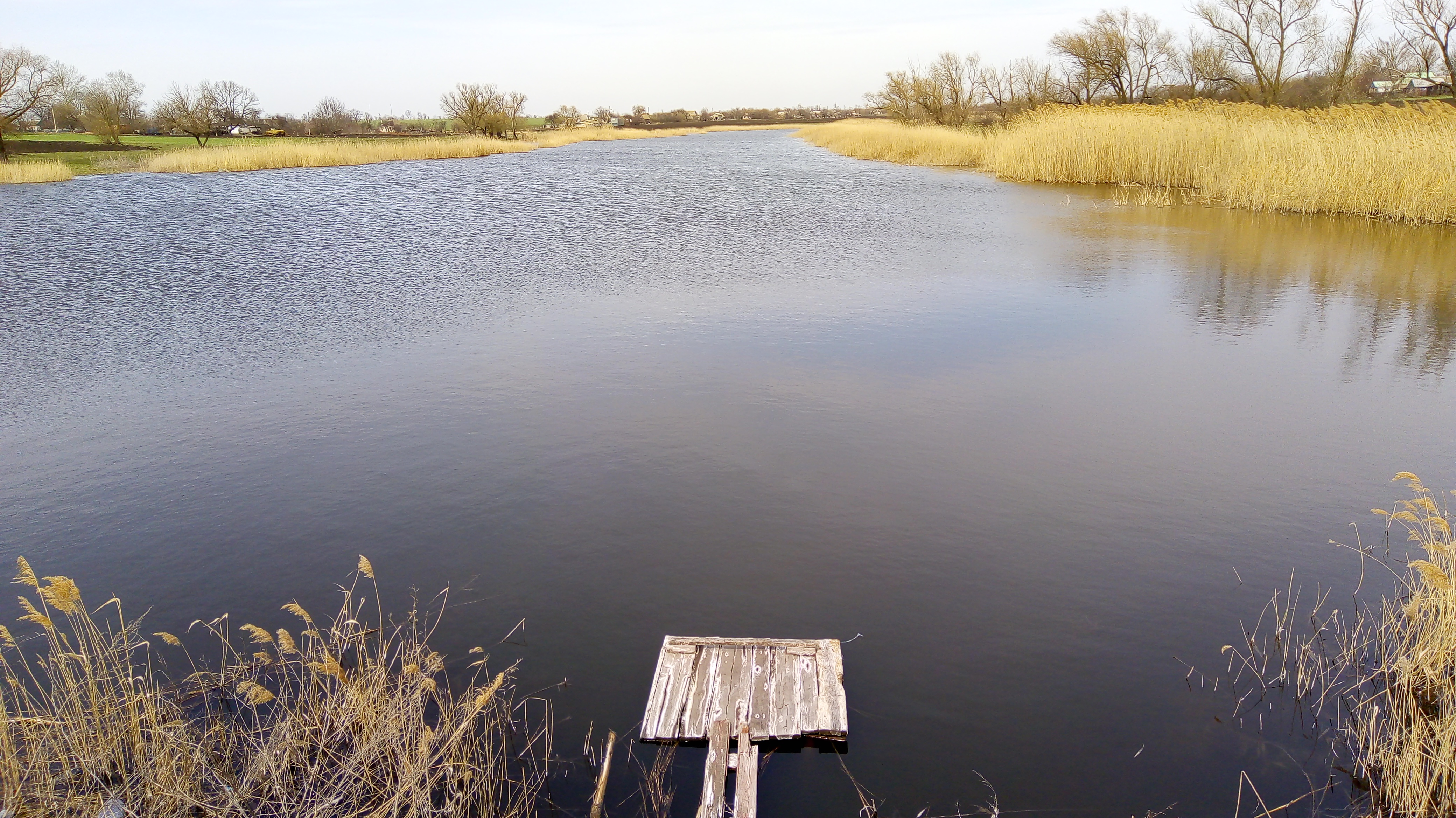
«Другий» ставок на річці Плисовій на території села Плисове. Березень 2020 року
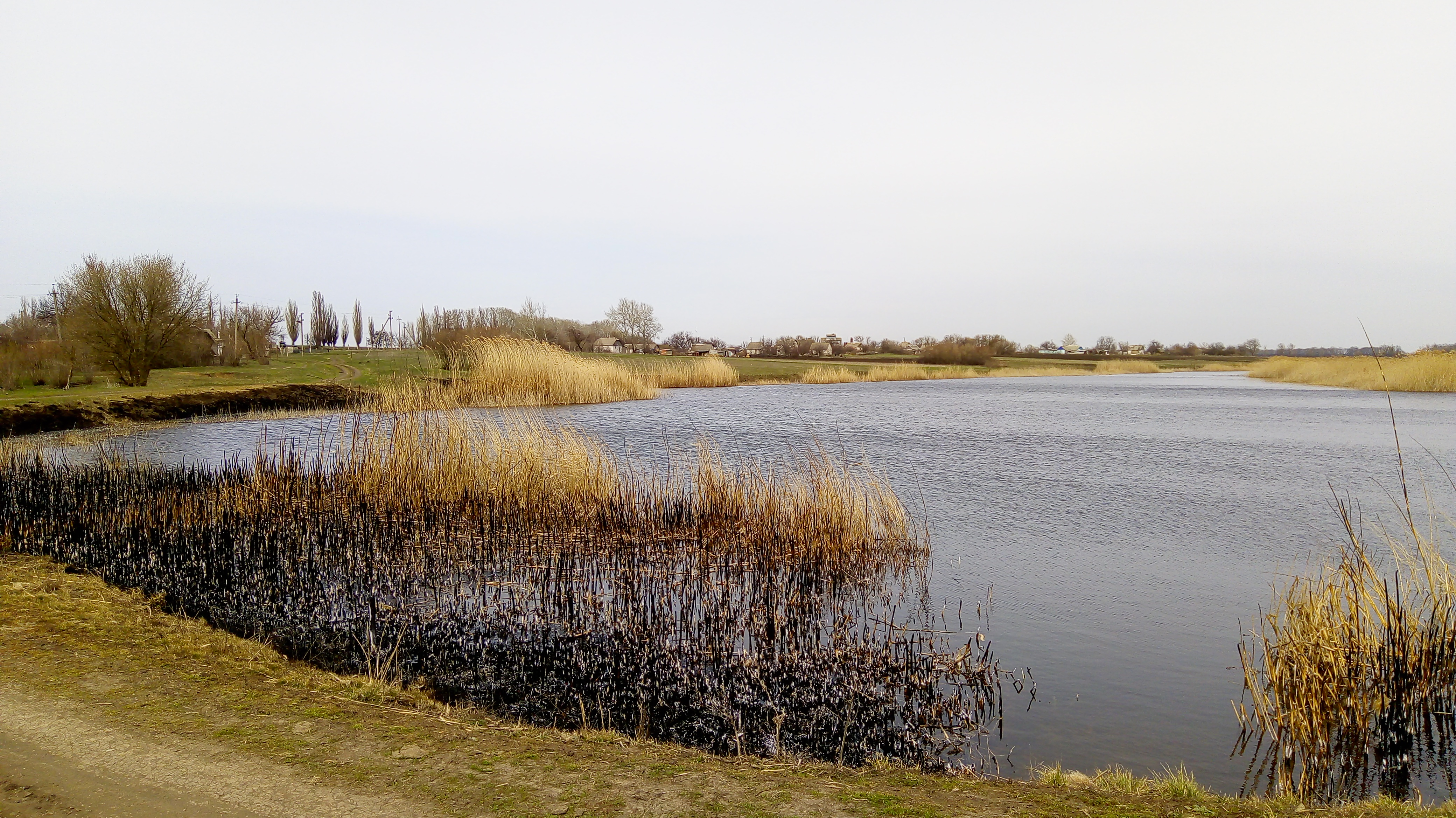
«Перший» ставок на річці Плисовій на території села Плисове. Березень 2020 року
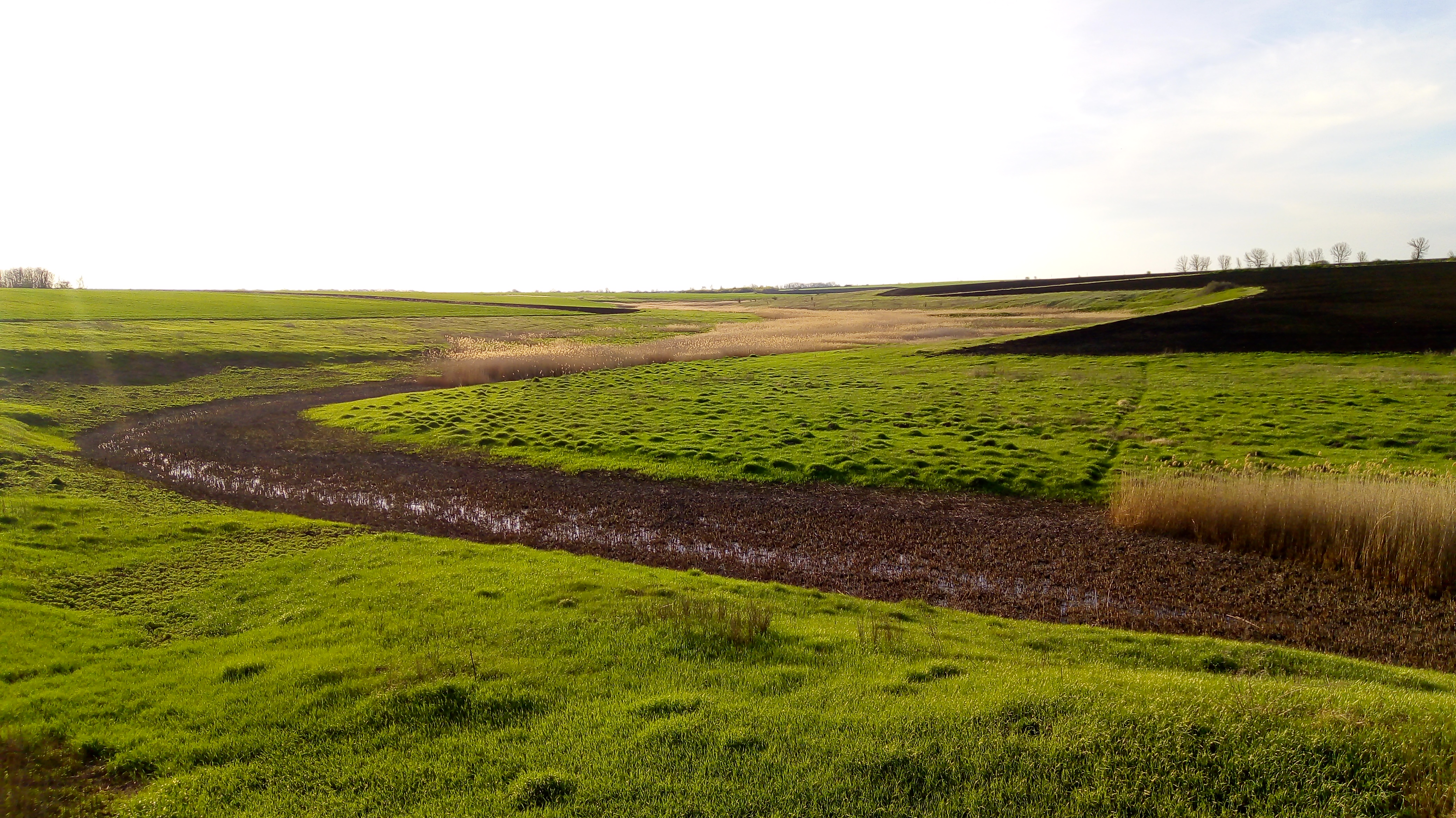
Течія річки Плисової перед ставком 2,5 км західніше с. Миронівки. Фото - травень 2021 року.
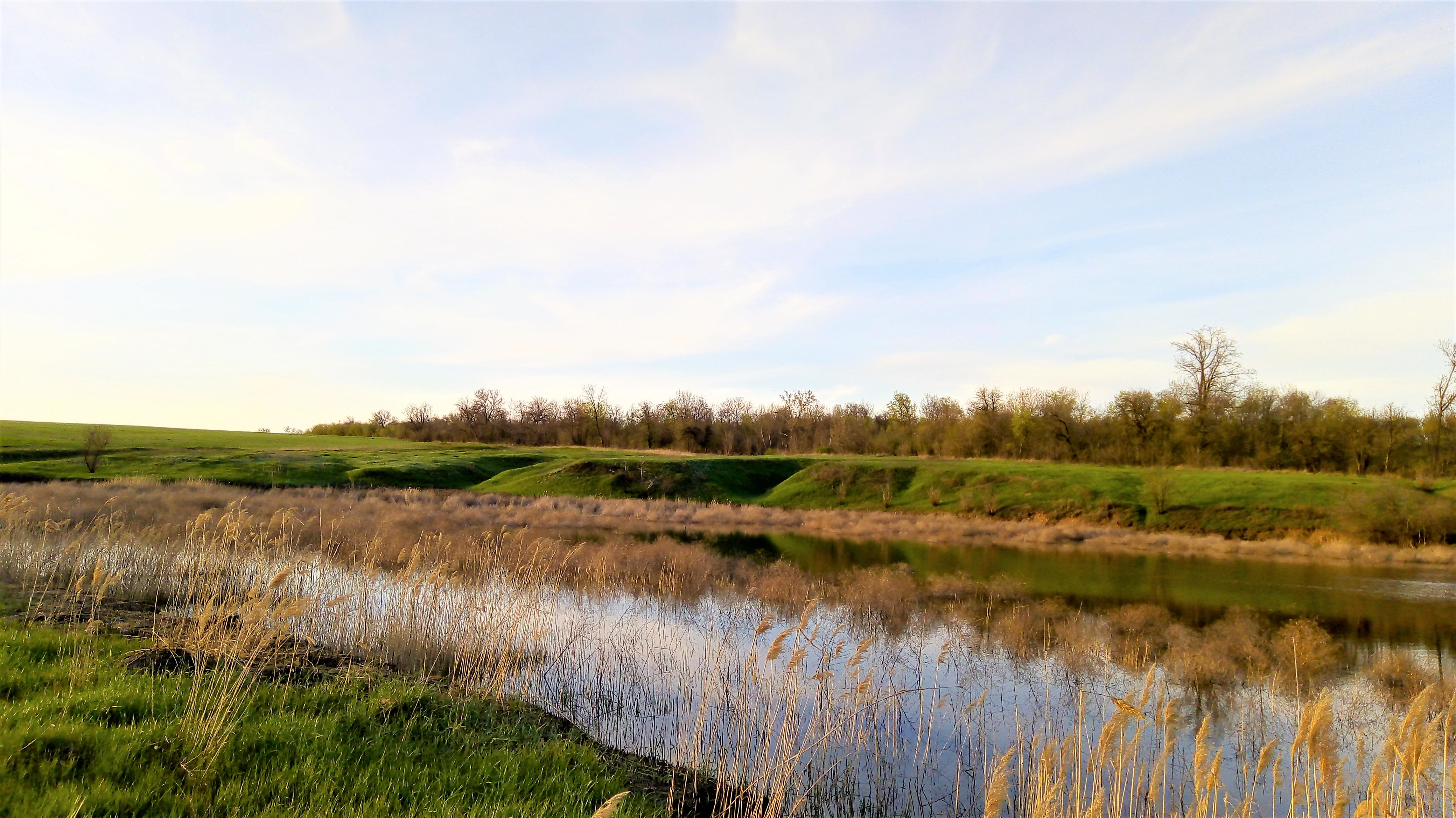
Гузир ставка на річці Плисовій 2,5 км західніше с. Миронівки. Фото - травень 2021 року.
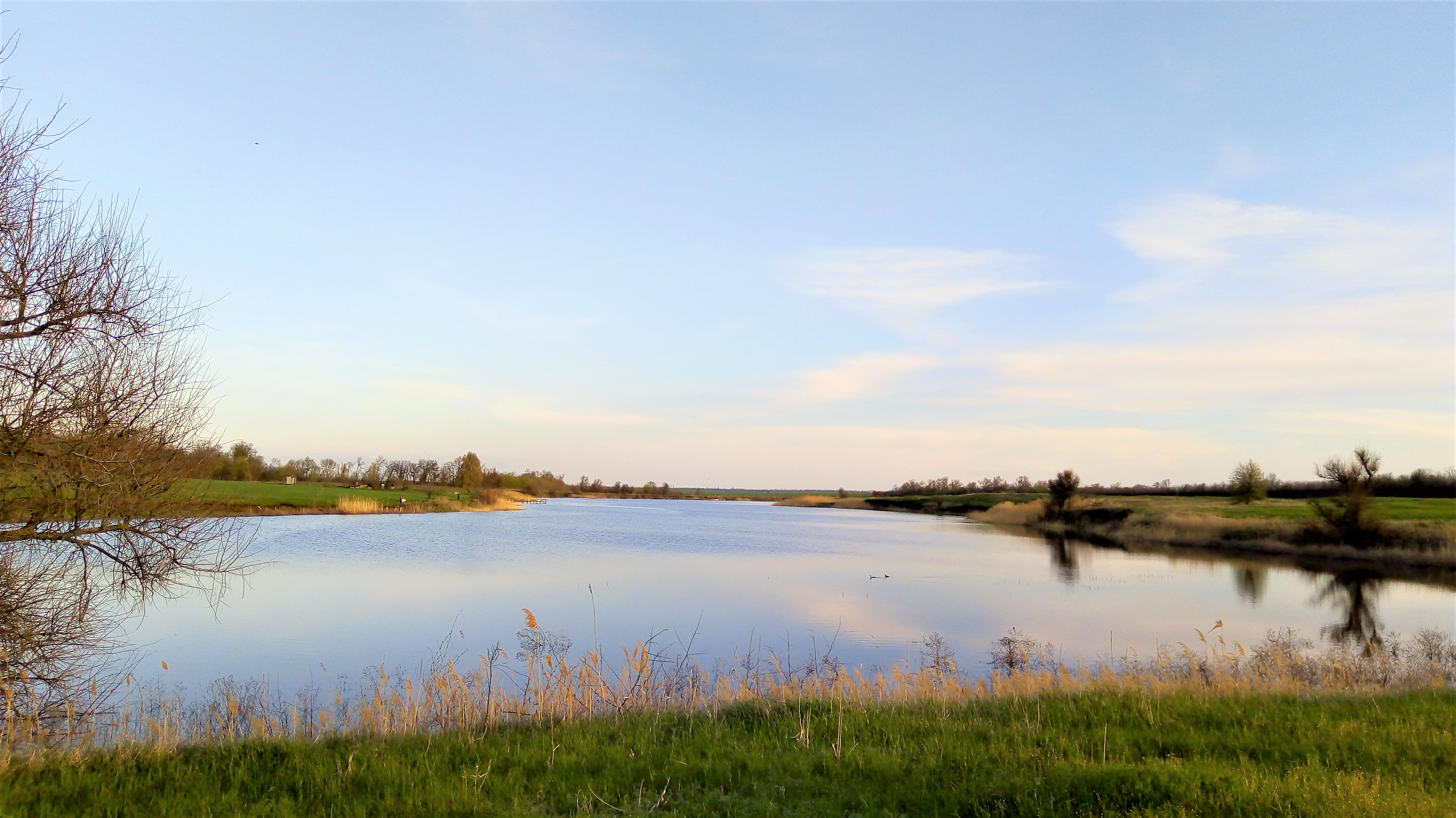
Ставок на річці Плисовій 2,5 км західніше села Миронівки. Фото - травень 2021 року.